# Grüningen (Greußen)
Grüningen ist ein Ortsteil der Stadt und Landgemeinde Greußen im Kyffhäuserkreis in Thüringen.

## Geografie

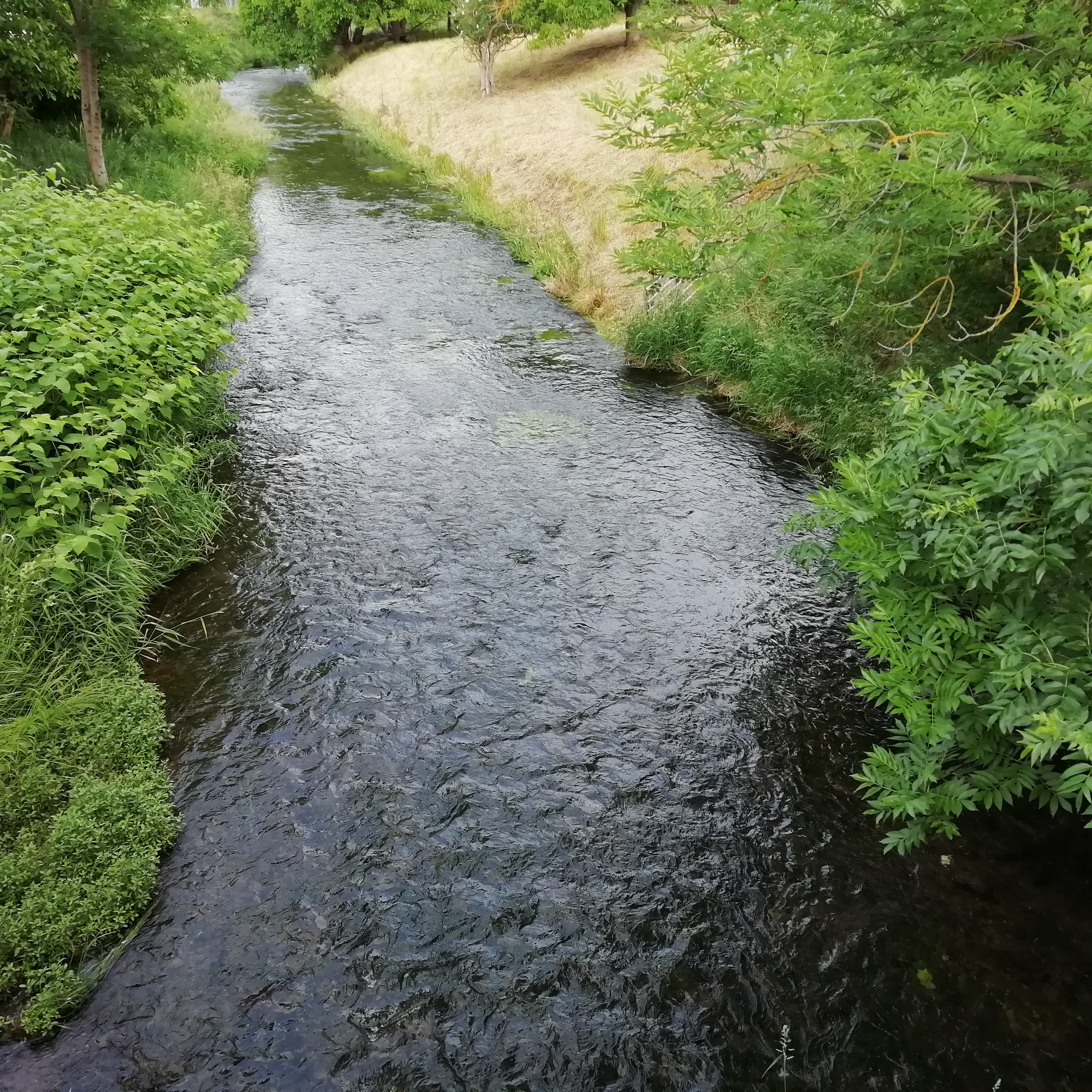
Die Helbe – hier Steingraben genannt – am südlichen Ortsrand

Grüningen liegt im Tal der Helbe, östlich der Stadt Greußen. Die Gemarkung befindet sich in der flachwelligen, sehr fruchtbaren und waldarmen Landschaft im Thüringer Becken. Zehn Kilometer nördlich verläuft der Gebirgszug Hainleite.

## Geschichte

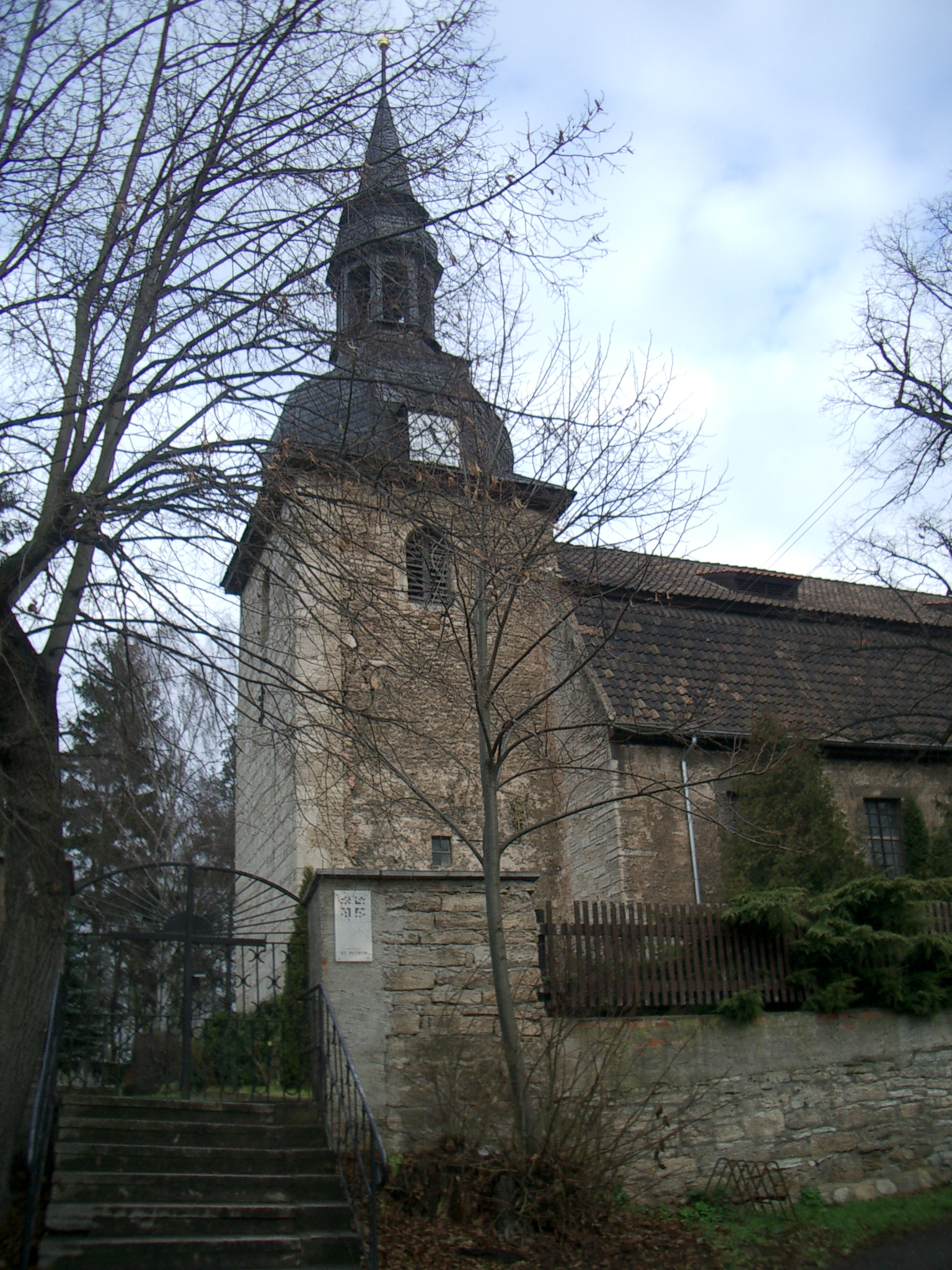
Kirche in Grüningen

Bereits 780–817 wurden die ersten Urkunden über die Ersterwähnung des Dorfes archiviert.
Im Ortsteil Grüningen stand auf dem Platz des Schlosses eine Burg. Die Anhöhe dieser Burg mit den jetzigen Gebäuden wurde und werden vom Wasserlauf der Helbe umflossen. Im 13. Jahrhundert wurden Herren von Grüningen in Urkunden genannt, die sicherlich Besitzer der Wasserburg waren. Auf der mittelalterlichen Anlage, die nur noch aus Wällen und Gräben sowie Mauerresten bestand, wurde das Schloss Grüningen gebaut, das heute mit einem Pflegeheim und Kindergarten belegt ist.
Die Kirche St. Petri wurde erst im 19. Jahrhundert vollendet.
Grüningen gehörte bis 1815 zum kursächsischen Amt Weißensee. Durch die Beschlüsse des Wiener Kongresses kam es zu Preußen und wurde 1816 dem Landkreis Weißensee im Regierungsbezirk Erfurt der Provinz Sachsen zugeteilt, zu dem es bis 1944 gehörte.
Weitere Angaben zu Grüningen und Greußen, die sich aus der Gemeinschaft ergeben haben, sind unter Greußen zu finden.